# Charles Smith Hamilton
Charles Smith Hamilton (16 novembre 1822 - 17 avril 1891) est un officier de carrière dans l'armée des États-Unis qui a combattu avec distinction pendant la guerre américano-mexicaine. Il sert également comme général de l'armée de l'Union pendant la première partie de la guerre de Sécession.
Après la guerre, Hamilton entre dans la police et s'engage dans l'industrie.

## Avant la guerre
Hamilton naît à Westernville, dans l'État de New York. Il entre à l'académie militaire de West Point et est diplômé en 1843, vingt-sixième sur 39 cadets. Il est breveté second lieutenant dans le 2e régiment d’infanterie des États-Unis. Hamilton est promu second lieutenant le 17 novembre 1845, dans le 5e régiment d'infanterie, et il est promu premier lieutenant le 30 juin 1847.
Au cours de la guerre américano-mexicaine, il reçoit un brevet de promotion de capitaine pour les batailles de Contreras et Churubusco et est blessé à la bataille de Molino del Rey.
Il démissionne de l'armée américaine le 30 avril 1853, et déménage à Fond du Lac, au Wisconsin, et devient agriculteur et meunier.

## Guerre de Sécession

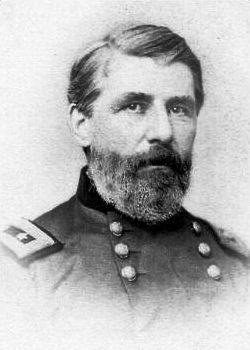
Hamilton dans son uniforme de major général

Hamilton choisit de suivre la cause de l'Union et est nommé colonel du 3rd Wisconsin Infantry le 11 mai 1861, et est promu brigadier général le 17 mai. Il reçoit ensuite le commandement d'une brigade dans la division du major général Nathaniel P. Banks de l'armée du Potomac. Au début de la campagne de la Péninsule, Hamilton reçoit le commandement de la troisième division du IIIe corps. Il mène cette division pendant le siège de Yorktown, mais provoque la colère de George B. McClellan pour insubordination. Ignorant le fait qu'écarter Hamilton lui créera de puissants ennemis politiques, McClellan relève Hamilton le 30 avril 1862, sans explication. Quand Lincoln souligne l'inconvenance de McClellan, McClellan déclare « vous ne pouvez pas faire quelque chose de plus calculé pour blesser mon armée ... que de restaurer le général Hamilton à sa division ». Avant la fin des préparatifs du siège d'un mois, Hamilton est transféré sur le théâtre occidental, où il commande la troisième division de l'armée du Mississippi, lors des batailles d'Iuka et de Corinth. À la suite de Corinth, en octobre 1862, il est promu major général, avec une date de prise de rang au 19 septembre 1862.
Au cours de son bref service militaire dans le conflit, Hamilton sert à la fois sur les théâtres oriental et occidental. Il commande des divisions, des « ailes » et des corps de l'armée du Potomac, l'armée du Mississippi, ainsi que dans l'armée du Tennessee.
Pendant les mois de janvier et février 1863, Hamilton est à la fois au commandement du district de l'ouest du Tennessee, du district de Corinth, de l'aile gauche du XVIe corps, et du XVIe corps. Alors qu'il commande à Corinth, il commence à intriguer pour obtenir un commandement plus important contre les généraux Hurlbut et James B. McPherson, ce qui met en colère Grant. Lorsque Grant lui ordonne de partir à Vicksburg pour servir sous les ordres du général John Alexander McClernand, Hamilton offre sa démission de l'armée des États-Unis le 13 avril 1863. Grant accepte volontiers la démission, envoyant plusieurs pages de documentation à Washington pour soutenir son cas.

## Après la guerre
Après son service dans l'armée de Hamilton devient U.S. marshal et un fabricant de papier. Il meurt à Milwaukee, au Wisconsin, en 1891 et y est enterré dans le cimetière de Forest Home.